# Gullakrokssjöarna
Gullakrokssjöarna är ett naturreservat i Skövde kommun i Västra Götalands län.
Området har varit skyddat sedan 1999 och är 17 hektar stort. Det ligger i norra delen av Valle härad väster om Lerdala och utgörs av två sänkor i norra delen av Vallebygdens kamelandskapet. Gullakrokssjöarna är utpräglade kalksjöar. De omges av en mosaik av björk-sumpskog, källkärr och extremrikkärr.
Stora Gullakrokssjön har ett största djup av 12 meter. Sjöns vattenförsörjning sker genom ett flertal källflöden som mynnar i sluttningarna i söder och väster. Källvattnet är mycket kalkrikt. I några av källbäckarna finns utfällningar av järnockra och kalktuff. Nära källmynningarna finns källkärr och extremrikkärr med mycket rik flora. Runt Stora Gullakrokssjön finns en mosaik av sumpskog med glasbjörk, klibbal, svartvide och sälg.
Lilla Gullakroksjöns omgivningar är mer öppna med åkrar och betesmarker kring större delen av sjön.
Sjöarnas bottnar täcks av en matta av kransalger och axslinga. I kärren växer flugblomster, honungsblomster och kärrknipprot. Källkärren och källbäckarna har en artrik och värdefull mossflora.
I sjöarna finns även flodkräfta och sällsynta snäckor och insekter.